# ميغيل مير
ميغيل مير (بالإسبانية: Miguel Mir)‏ مواليد 18 أبريل 1956 في برشلونة، هو لاعب كرة مضرب إسباني سابق وكان يلعب باليد اليمنى. أعلى تصنيف له في الفردي كان المركز الـ 158 في سنة 1979. أعلى تصنيف له في الزوجي كان المركز الـ 237 في سنة 1984.

## النهائيات

### الفردي: (1)
| الرقم | السنة | الدورة            | الأرضية | المنافس في النهائي | النتيجة في النهائي |
| ----- | ----- | ----------------- | ------- | ------------------ | ------------------ |
| 1.    | 1979  | غالاتينا، إيطاليا | ترابية  | أليخاندرو بييرولا  | 6–1, 7–6           |

## روابط خارجية
- ميغيل مير على موقع رابطة محترفي التنس (الإنجليزية)
- ميغيل مير على موقع الاتحاد الدولي لكرة المضرب (الإنجليزية)
- ميغيل مير على موقع خلاصة التنس.كوم (الإنجليزية)